# يان بورسيليس
يان بورسيليس (1580/84 غنت – 29 يناير 1632 زوترفاوده)  كان فنانًا بحريًا هولنديًا من القرن السابع عشر. شكلت رسوماته «انتقالًا حاسمًا من الواقعية المبكرة إلى مرحلة التدرج اللوني (tonal phase)»، ورسخت لأساليب وموضوعات جديدة في الرسم البحري من خلال التركيز على السماء المغيمة والأمواج العالية، وهو اختلاف جذري عن بؤرة تركيز الفن البحري سابقا على ضخامة السفن في لحظات تاريخية.
نمط البساطة هذا في فن رسم الحياة البحرية، مع كثرة اللوحات القماشية التي تعرض البحر والسماء، هيأ الأرضية لمزيد من الأعمال المماثلة.

## أعماله

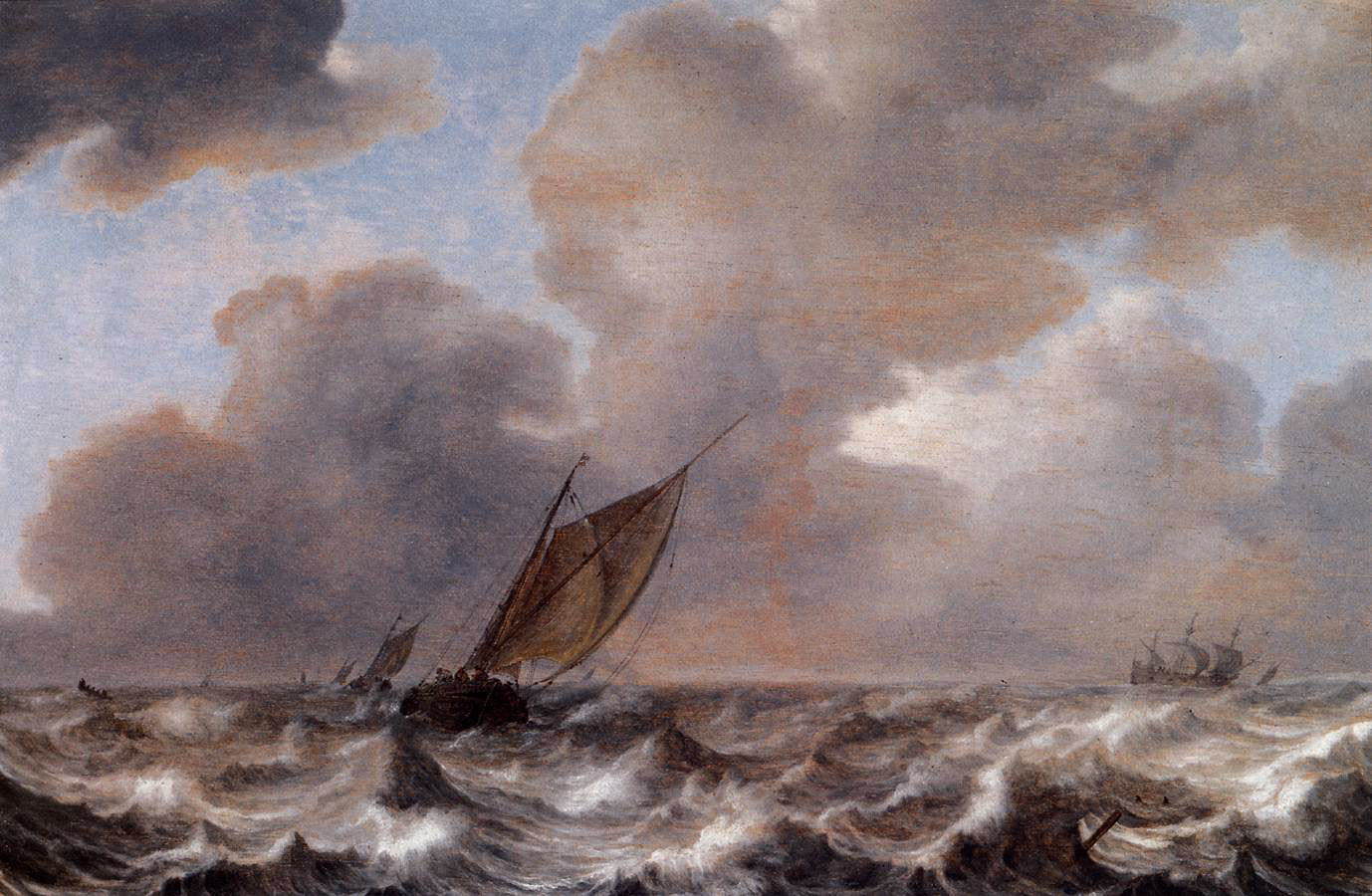
سفن في رياح قوية, 1630

- سفن في عاصفة على ساحل صخري (1614-1818)، متحف هالويل ، ستوكهولم ، السويد.
- سفن هولندية في نسيم قوي (1618)، المتحف البحري الوطني ، لندن
- سفن هولندية في ريح هوجاء (ج .1620)
- بحار عاصفة (1629)، ألت بيناكوثيك، ميونيخ
- سفن في نسيم معتدل (1629)، متحف مقاطعة لوس أنجلوس للفنون
- منظر بحري (حوالي 1630)، هيرميتاج، سانت بطرسبرغ
- صيادون يجرون الشباك (1630)
- سفن في رياح قوية (1630)
- داملوبر أحادي الصاري وزورق تجديف في يوم منسم، متحف الرسوم (Gemäldegalerie)، برلين
- الشحن في البحار العاصفة
- معركة بحرية في الليل
- بحار هادئة، متحف الفنون الجميلة في بوردو

## روابط خارجية
- سيرة يان ويوليوس بورسيليس على موقع المتحف البحري الوطني